# Анохіна Ірина Петрівна
Ірина Петрівна Анохіна (нар. 24 травня 1932) — радянська та російська науковиця, фахівець у сфері фундаментальних проблем психічних захворювань, алкоголізму та наркоманії, академік РАН (2013). директор Інституту медико-біологічних проблем наркології Національного наукового центру наркології МОЗ РФ.

## Біографія
Ірина Анохіна народилася 24 травня 1932 року в місті Горькому (нині — Нижній Новгород).
У 1956 році з відзнакою закінчила лікувальний факультет 1-го Московського медичного інституту імені В. М. Сєченова. Після цього у 1956—1958 роках навчалася в ординатурі з психіатрії.
З 1958 році працює в лабораторії патофізіології вищої нервової діяльності Центрального науково-дослідного інституту судової психіатрії імені В. П. Сербського спочатку на посаді молодшої наукової співробітниці, а з 1962 року — старшої наукової співробітниці.
У 1962 році захистила кандидатську дисертацію на тему: «Роль стовбурової ретикулярної формації у виникненні рухової загальмованості при деяких захворюваннях і у тварин в експерименті».
У 1969 році захистила докторську дисертацію на тему: «Порушення нейрохімічних механізмів мозку при шизофренії».
У 1981 році — присвоєно професорське звання.
У 1980-х роках брала активну участь у становленні в Росії наукової спеціальності «наркологія». Сприяла організації Інституту медико-біологічних проблем алкоголізму, який був відкритий в 1985 році і в даний час є Національним науковим центром наркології Міністерства охорони здоров'я Росії.
З початку діяльності інституту — заступниця директора з науки, а також — директор Інституту медико-біологічних проблем наркології.
У 1966—1991 роках — керівниця лабораторії психофармакології Центрального науково-дослідного інституту судової психіатрії імені В. П. Сербського.
У 1984 році обрана членом-кореспондентом Академії медичних наук СРСР, а в 1995 році — дійсним членом Російської академії медичних наук.
У 2013 році до академії РАН (у рамках приєднання РАМН і РАСГН до РАН).

### Сім'я
- Батько — Петро Кузьмич Анохін (1898—1974) — радянський фізіолог, творець теорії функціональних систем, академік АМН СРСР (1945) і АН СРСР (1966), лауреат Ленінської премії (1972).
- Мати — Анохіна Анастасія Петрівна (1902—1993), доктор медичних наук.
- Чоловік — Денисов Володимир Васильович (нар. 1928), професор, доктор філософських наук.
- Син — Костянтин Володимирович Анохін (нар. 1957) — російський учений, нейробіолог, професор, член-кореспондент РАМН (2002) і РАН (2008), гравець «Що? Де? Коли?».

## Наукова діяльність
Ірина Анохіна — фахівець в області фундаментальних проблем психічних захворювань, алкоголізму та наркоманії.
Створила концепцію про стержневі біологічні механізми залежності від різних психоактивних речовин, в якій провідна роль у формуванні захворювання відводиться порушенням функцій дофамінової нейромедіаторної системи лімбічних структур мозку. На основі цієї концепції розроблено принципи терапевтичних підходів та запропоновано нові лікарські препарати для лікування алкоголізму і наркоманії.
Вперше довела принципову єдність біологічних механізмів різних типів хімічної залежності. Пріоритетне значення мають дослідження останніх років в області вивчення спадкових чинників, що визначають ризик розвитку алкоголізму і наркоманії. На основі досліджень вроджених відхилень функцій дофамінової системи та структурних особливостей генів, що регулюють різні її ланки, сьогодні розробляються біологічні маркери спадкової схильності до цих захворювань.
Створила наукову школу медико-біологічних проблем наркології, в основі якої — перспективний науковий напрямок, що стосується всебічного вивчення генетичних, нейрохімічних, імунологічних і нейрофізіологічних механізмів залежності від психоактивних речовин.
Під керівництвом Ірини Анохіної захищено 12 докторських і 25 кандидатських дисертації.
Авторка понад 550 наукових праць, у тому числі 1 монографія та 6 розділів у посібниках, співавторка 13 патентів.
Заступниця головного редактора журналу «Питання наркології», член редакційної ради журналу «Наркологія».
Заслужена діячка науки Російської Федерації (2005).

## Вибрані праці
- Нейрохимические механизмы психических заболеваний (1975)
- General mechanism of development of psychopathological reactione under emotional stress (1975)
- Активность дофамин-бетагидроксилазы и моноаминоксидазы крови у больных хроническим алкоголизмом (1983)
- Dopamine receptor agonists in the treatment of alcoholism (1984)
- Catecholamine and opiate systems in alcoholism (1985)
- Neurochemie des Alcoholismus (1989)
- Neurogumoral factors of predispodition to alcoholism (1989)
- Наследственный алкоголизм: некоторые нейрохимические механизмы (1999)
- О единстве биологических механизмов индивидуальной предрасположенности к злоупотреблению различными психоактивными веществами (2000)
- Клинико-биологические критерии выбора антидепрессантов для лечения депрессивных состояний при алкоголизме (2001)
- Диагностика генетической предрасположенности к зависимости от психоактивных веществ (2001)
- Биологические механизмы зависимости от психоактивных веществ (патогенез) (2001)
- Дисрегуляторные расстройства дофаминовой нейромедиаторной системы при алкоголизме и наркоманиях и их коррекция антидепрессантами (2002)
- Генетика алкоголизма и наркоманий (2002)
- Основные биологические механизмы алкогольной и наркотической зависимости (2002)
- Центральные механизмы зависимости от психоактивных веществ (2003)
- Нейрохимия и генетика наркоманий: перспективы новых подходов к лечению (2003)[1]